# Крутий Яр (Правдинський район)
Крутий Яр (рос. Крутой Яр), до 1947 року — Ґьоцлак (нім. Götzlack) — селище в Правдинському районі Калінінградської області Російської Федерації. Входить до складу Правдинського міського поселення.